# Eudrapa metathermeola
Eudrapa metathermeola là một loài bướm đêm trong họ Noctuidae.